# Aubrey Smith
Charles Aubrey Smith (21 de julio de 1863 - 20 de diciembre de 1948), también conocido como C. Aubrey Smith, fue un actor inglés, popular secundario en el Hollywood de los años 1930 y 1940. Fue nombrado Caballero en el año 1944 por el rey Jorge VI debido a sus servicios en el teatro.

## Primeros años
Smith nació en Londres, Inglaterra; fue educado en el Charterhouse School y en el Saint John's College, Cambridge. Se asentó en Sudáfrica para buscar oro entre 1888 y 1889. Cuando estaba allí contrajo neumonía y los doctores lo declararon muerto erróneamente. Se casó con Isabella Wood en 1896.

## Trayectoria como jugador de cricket
Smith jugó al cricket para las Universidades de Cambridge y Sussex en diversas ocasiones entre 1882 y 1892, siendo capitán de la victoriosa selección inglesa en Port Elizabeth (Sudáfrica) hacia 1888-1889, tomando cinco wickets por 19 carreras en los primeros turnos. En 1932 fundó el Club de Cricket de Hollywood y creó un terreno de juego con césped Inglés importado, donde destacados artistas británicos residentes en EE. UU. se sumaron a la práctica (David Niven, Lawrence Olivier y Boris Karloff entre otros). Como caballero inglés arquetípico, Smith generó numerosas anécdotas al respecto: en una ocasión, mientras jugaba en el club, quedó en una posición difícil y ordenó a su mayordomo inglés que le trajera las gafas, que entregó en el campo en bandeja de plata. La bola lanzada se deslizó suavemente, alejándose del objetivo. Smith la dejó rodar mientras, quitándose las gafas, comentó: "Maldito tonto, trajo mis gafas de leer".

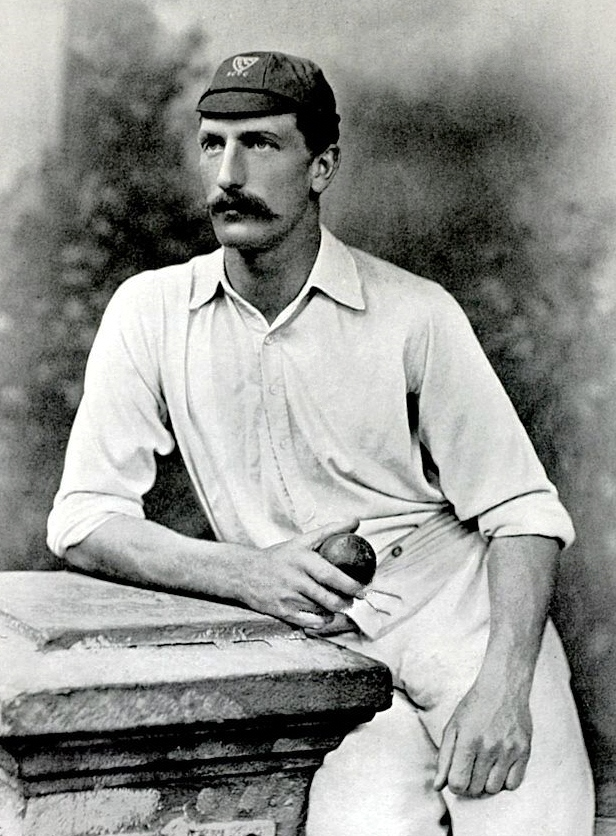
Charles Aubrey Smith, jugador de cricket; 1895.

## Carrera como actor
Smith comenzó a actuar en los escenarios londinenses en 1895. Su primer papel importante fue al año siguiente en El prisionero de Zenda, interpretando los papeles principales del rey y su doble. Cuarenta y un años después apareció en la versión fílmica más aclamada de la novela, esta vez como el coronel Sapt. Cuando Douglas Fairbanks, Jr. le preguntó si podría dañar su imagen como protagonista romántico interpretar al villano Rupert de Hentzau, le respondió "joven, he interpretado cada papel de El prisionero de Zenda, excepto Lady Flavia, y le puedo asegurar que nunca nadie ha dañado su carrera por interpretar a Rupert de Hentzau". Hizo su debut en Broadway en una reposición del Pigmalión de George Bernard Shaw en el papel protagónico de Henry Higgins.
Smith apareció en las primeras películas de la naciente industria fílmica británica, actuando en The Bump en 1920, escrita por A. A. Milne para la compañía Minerva Films fundada ese mismo año por el actor Leslie Howard y su amigo y editor Adrian Brunel. Más tarde Smith fue a Hollywood donde tuvo una exitosa carrera como actor de carácter interpretando papeles de oficial o de caballero. También fue considerado como el líder no oficial de la colonia de la industria fílmica británica en Hollywood, a la que Sheridan Morley caracterizaba como el Raj de Hollywood, un grupo selecto de actores británicos que acudieron a la "colonización" de la capital de la industria del cine en los años 1930. Otras estrellas de cine consideradas "miembros" de este selecto grupo eran David Niven (a quien Smith trataba como un hijo), Ronald Colman, Leslie Howard (a quien Smith conocía desde que trabajaron juntos en las primeras cintas en Londres) y Patric Knowles.
Ferozmente patriota, Smith se convirtió en crítico abierto de los actores británicos en edad de reclutamiento que rehusaron regresar al país al estallar la Segunda Guerra Mundial en 1939. A Smith le encantaba jugar con su condición de "inglés con residencia en Hollywood". Sus cejas pobladas, ojos redondos y brillantes, bigote en U y su altura de 1,95 m lo hacían una de las caras más reconocibles de Hollywood. Trabajó junto a grandes estrellas de la pantalla como las actrices Greta Garbo, Elizabeth Taylor, Vivien Leigh, y con los actores Clark Gable, Laurence Olivier, Ronald Colman, Maurice Chevalier y Gary Cooper. Sus películas incluyen clásicos como la ya mencionada El prisionero de Zenda (1937), Las cuatro plumas (1939), Dr. Jekyll and Mr. Hyde (1941), y And Then There Were None (1945) donde interpreta al General Mandrake.
El Comandante McBragg de la caricatura de televisión Tennessee Tuxedo and His Tales es una parodia de él mismo. El personaje también aparece en el episodio de Los Simpson titulado The Seemingly Never-Ending Story.
Smith tiene una estrella en el Paseo de la Fama de Hollywood con el nombre de Aubrey Smith. En 1933 estuvo en el primer consejo del Sindicato de Actores. Fue nombrado comendador de la Orden del Imperio Británico (CBE) en 1938, y Caballero en 1944 por "sus servicios al teatro".
Smith murió de neumonía en Beverly Hills en 1948, a los 85 años de edad. Le sobrevivieron su esposa y su hija única, Honor. Su cuerpo fue incinerado y nueve meses después, de acuerdo con sus deseos, sus cenizas fueron regresadas a Inglaterra y enterradas en la tumba de su madre, en el cementerio de St. Leonard, en Hove, Sussex Oriental.

## Filmografía seleccionada
| - Flames of Passion (1922) ... Richard Hawke, K.C. - The Rejected Woman (1924) ... Peter Leslie - The Bachelor Father (1931) - Just a Gigolo (1931) - Surrender (1931) ... Conde Reichendorf - Polly of the Circus (1932) - Tarzán de los monos (1932) ... Charles Parker (padre de Jane) - No More Orchids (1932) - Love me Tonight (1932) - The Barbarian (1933) - Adorable (1933) ... primer ministro Von Heynitz - Morning Glory (1933) - Bombshell (1933) - La reina Cristina de Suecia (1933) ... Aage - The House of Rothschild (1934) - Gambling Lady (1934) - The Firebird (1934) - Bulldog Drummond Strikes Back (1934) - Capricho imperial (1934) - Caravan (1934) - Cleopatra (1934) - Clive of India (1935) - The Florentine Dagger (1935) - The Lives of a Bengal Lancer (1935) ... Mayor Hamilton - The Gilded Lily (1935) ... Lloyd Granton, duque de Loamshire - Mares de China (1935) ... Mr. Dawson - Las cruzadas (1935) - The Tunnel (1935) | - Little Lord Fauntleroy (1936) ... el duque de Dorincourt - Romeo y Julieta (1936) ... Señor Capuleto (su único papel shakespeareano en el cine) - El jardín de Alá (The Garden of Allah) de Richard Boleslawski (1936) - Lloyd's of London (1936) - Wee Willie Winkie (1937) ... Coronel Williams - El prisionero de Zenda (1937) ... Coronel Zapt - The Hurricane (película de 1937) (1937) ... Padre Paul - Thoroughbreds Don't Cry (1937) - Four Men and a Prayer (1938) - Kidnapped (película) (1938) - Five Came Back (1939) ... Profesor Henry Spengler - Eternally Yours (1939) - Another Thin Man (1939) ... Coronel Burr MacFay - Las cuatro plumas (1939) ... General Burroughs - Rebecca (1940) ... Coronel Julyan - Beyond Tomorrow (1940) - Waterloo Bridge (1940) - Dr. Jekyll and Mr. Hyde (1941) ... Obispo Manners - Forever and a Day (1943) - Two Tickets to London (1943) - Madame Curie (1943) ... Lord Kelvin - The White Cliffs of Dover (1944) ... Coronel Walter Forsythe - Sensations of 1945 (1945) ... Dan Lindsey - And Then There Were None (1945) ... General Sir John Mandrake - Cluny Brown (1946) - Unconquered (1947) - Un marido ideal (1947) - Mujercitas (1949) ... Mr. James Laurence |

## Otras lecturas
- David Rayvern Allen, Sir Aubrey: Biography of C. Aubrey Smith, England Cricketer, West End Actor, Hollywood Film Star, Elm Tree Books, 1982, ISBN 978-0-241-10590-0